# Fehérhalom
Fehérhalom (1899-ig Lissza, szlovákul Lysá pod Makytou) község Szlovákiában, a Trencséni kerületben, a Puhói járásban.

## Fekvése
Puhótól 14 km-re északnyugatra.

## Története
1471-ben „Lyzza” néven említik először, a lednici uradalomhoz tartozott. 1475-ben „Lyza” formában lelhető fel. Egy 1546-ból származó feljegyzés szerint pásztorok lakták, akik minden adózás alól fel voltak mentve. 1598-ban 14 háza volt, ekkor „Lizza” alakban szerepel az írott forrásokban. 1784-ben 295 házában 338 családban 1943 lakos élt.
A 18. század végén Vályi András így ír róla: „LISZA. Tót falu Trentsén Várm. földes Ura G. Áspremont Uraság, lakosai katolikusok, fekszik Bieli folyó vízhez nem meszsze, Morva Országnak széléhez közel, határja ollyan tulajdonságú mint Zborové.”
1828-ban 289 háza és 2523 lakosa volt. Lakói mezőgazdasággal, állattartással, erdei munkákkal foglalkoztak.
Fényes Elek 1851-ben kiadott geográfiai szótárában így ír a faluról: „Lisza, tót falu, Trencsén vmegyében, Morvaország határ szélén: 2121 kath., 3 evang., 6 zsidó lak., kik elszórva vannak a hegyekben. Van kath. paroch. temploma. Erdeje nagy, azért sok faeszközöket készitnek itt, legelője a hegyeken hasznos; kőbányákkal bővölködik. Ut. p. Trencsén 9 1/2 óra.”
A trianoni békéig Trencsén vármegye Puhói járásához tartozott.
A háború után lakói mezőgazdasággal, háziiparral, faiparral foglalkoztak. Sokan Csehországban és Németországban vállaltak idénymunkákat. Erős volt az elvándorlás is a községből.

## Népessége
| Év:            | 1994. | 2004.   | 2014.   | 2024.   |
| -------------- | ----- | ------- | ------- | ------- |
| Emberek száma: | 2173  | 2155    | 2127    | 1964    |
| Eltérés:       |       | -0,82 % | -1,29 % | -7,66 % |

| Év:            | 2023. | 2024.   |
| -------------- | ----- | ------- |
| Emberek száma: | 2001  | 1964    |
| Eltérés:       |       | -1,84 % |

1910-ben 2014, túlnyomórészt szlovák lakosa volt.
2001-ben 2145 lakosából 2071 fő szlovák volt.
2011-ben 2117 lakosából 1981 szlovák volt.

## Nevezetességei
- Római katolikus temploma 1824-ben a korábbi templom helyén épült, 1776-ban készített harangját a zobori apátságból hozták.
- Népi építésű lakóházak a 19. századból.
- A faluból jelzett turistaút visz fel a környéket uraló Makyta hegyre.

## Külső hivatkozások
- Fehérhalom hivatalos honlapja
- Községinfó
- Fehérhalom Szlovákia térképén
- E-obce